# Cnidoglanis
Cnidoglanis is een monotypisch geslacht van straalvinnige vissen uit de familie van koraalmeervallen (Plotosidae).

## Soort
- Cnidoglanis macrocephalus (Valenciennes, 1840)